# Estradiol
Estradiol je vedle estriolu a estronu jeden z ženských pohlavních hormonů estrogenů.

## Produkce
Estradiol je působením enzymů syntetizován z testosteronu. Vzniká procesem steroidogeneze ve žlutém tělísku vaječníků. Dále je v období těhotenství produkován placentou. Malé množství je produkováno též játry a nadledvinami, toto je významné u žen po menopauze.
Estradiol je převažujícím estrogenem u žen od první menstruace po menopauzu. Poté převažuje estron, který je slabší.

## Působení
Působení je velice rozmanité, přičemž za klíčové se považuje vliv estradiolu na růst ženských reprodukčních orgánů. Během menstruačního cyklu je produkován rostoucími folikuly a prostřednictví pozitivní zpětné vazby hypothalamo-hypofyzárního systému se podílí na zahájení ovulace. Během těhotenství roste jeho produkce díky tvorbě v placentě.